# Zijad al-Hariri
Zijad al-Hariri (arab. ‏زیاد الحریری‎, ur. 1930) – syryjski wojskowy, uczestnik zamachu stanu w Syrii w 1963.

## Życiorys
Ukończył Akademię Wojskową w Hims i w 1954 rozpoczął służbę w armii syryjskiej. Już wcześniej zaczął sympatyzować z ruchem panarabskim rozwijającym się w Egipcie po rewolucji Wolnych Oficerów. Poparł utworzenie Zjednoczonej Republiki Arabskiej, zaś w czasie zamachu stanu Abd al-Karima an-Nahlawiego walczył po stronie sił lojalnych wobec unii syryjsko-egipskiej. Zwycięstwo przewrotu sprawiło, że znalazł się w opozycji wobec nowego rządu Syrii z Nazimem al-Kudsim na czele. Gromadził wokół siebie oficerów sympatyzujących z naseryzmem, by działać na rzecz odbudowy związku obydwu państw.
W 1962 był dowódcą frontu izraelskiego w stopniu pułkownika. Nawiązał wówczas kontakt z grupą wojskowych skupioną wokół Komitetu Wojskowego Partii Baas, tajną organizacją utworzoną dwa lata wcześniej i kierowaną przez  Salaha Dżadida, Hafiza al-Asada i Muhammada Umrana. Dowiedziawszy się, że premier Chalid al-Azm zamierza - w ramach zwalczania politycznej aktywności wojskowych - skierować go jako attaché wojskowego do Bagdadu, zgodził się razem z Komitetem organizować zamach stanu.
W nocy z 7 na 8 marca 1963 al-Hariri poprowadził jedną z brygad z frontu izraelskiego na Damaszek. Zamach stanu zakończył się sukcesem, a al-Hariri, zgodnie z wcześniejszymi ustaleniami, został ministrem obrony, nowym szefem sztabu armii syryjskiej oraz członkiem Narodowej Rady Rewolucyjnego Dowództwa. Wbrew swoim rachubom nie objął jednak ani urzędu prezydenckiego, ani stanowiska premiera, na które Komitet Wojskowy wskazał odpowiednio Luaja al-Atasiego i Salah ad-Dina al-Bitara. Realna władza w kraju pozostała w rękach Komitetu Wojskowego.
Po nieudanym powstaniu naserystów w lipcu 1963, stłumionym przez gen. Amina al-Hafiza, członkowie Komitetu Wojskowego uznali al-Harirego (który w momencie samego powstania znajdował się w Algierii) za uczestnika antyrządowego spisku. Został on skierowany do Stanów Zjednoczonych jako attaché wojskowy. Odmówił jednak objęcia funkcji i dobrowolnie wyjechał na emigrację do Francji.